# 北海道浦幌高等学校
北海道浦幌高等学校（ほっかいどう うらほろこうとうがっこう、Hokkaido Urahoro High School）は、かつて北海道十勝郡浦幌町帯富にあった道立高等学校。

## 沿革
- 1952年（昭和27年） - 北海道池田高等学校の浦幌分校として開校、北海道浦幌高等学校として独立
- 1963年（昭和38年） - 道立に移管
- 2008年（平成20年） - 生徒募集停止
- 2010年（平成22年） - 閉校

## 著名な卒業生
- 吾妻ひでお - 漫画家
- 松久由宇 - 漫画家
- 福沢恵介 - 歌手
- 神田茜 - 講談師